# Stazione di Hakodate
La stazione di Hakodate (函館駅?, Hakodate-eki) è la principale stazione ferroviaria della città di Hakodate, e rappresenta il termine delle due linee Hakodate e Tsugaru-Kaikyō. La linea Esashi, che terminerebbe a Goryokaku, spesso continua con alcuni treni fino alla stazione di Hakodate.
La stazione ha subito un rinnovo nell'anno 2003.

## Linee
JR Hokkaido
■ Linea principale Hakodate
 Ferrovia Dōnan Isaribi
■ Ferrovia Dōnan Isaribi

## Struttura della stazione
La stazione dispone di quattro piattaforme che servono 8 binari.
| da 1 a 4 | ■Linea principale Hakodate   | Servizi locali per Shin-Hakodate-Hokuto, Ōnuma, Mori e Oshamanbe |
| da 1 a 4 | ■Linea Esashi                | Servizi locali per Kamiiso, Kikonai e Esashi                     |
| da 5 a 8 | ■Espresso limitato Hokuto    | Per Shin-Hakodate-Hokuto, Oshamanbe, Higashi-Muroran e Sapporo   |
| da 5 a 8 | ■Espresso limitato Hakucho   | Per Shin-Aomori                                                  |
| da 5 a 8 | ■Espresso limitato Hokutosei | Per Sendai e Ueno                                                |